# Dwars door de Vlaamse Ardennen
La Dwars door de Vlaamse Ardennen es una carrera ciclista de un día belga.
Se comenzó a disputar en el 2014 como amateur y fue ganada por el belga Dimitri Claeys. A partir del 2015 comenzó a ser profesional formando parte del UCI Europe Tour, dentro de la categoría 1.2 (última categoría del profesionalismo).

## Palmarés
| Año                     | Ganador        | Segundo             | Tercero           |
| ----------------------- | -------------- | ------------------- | ----------------- |
| edición amateur         |                |                     |                   |
| 2014                    | Dimitri Claeys | Gerry Druyts        | Xandro Meurisse   |
| ediciones profesionales |                |                     |                   |
| 2015                    | Stijn Steels   | Dimitri Claeys      | Preben Van Hecke  |
| 2016                    | Timothy Dupont | Alexander Edmondson | Rob Leemans       |
| 2017                    | Cameron Meyer  | Xandro Meurisse     | Maxime Vantomme   |
| 2018                    | Robby Cobbaert | Gerry Druyts        | Edward Planckaert |

## Palmarés por países
| País      | Victorias |
| --------- | --------- |
| Bélgica   | 4         |
| Australia | 1         |